# Дорн (Нідерланди)
Дорн (нід. Doornⓘ) — містечко у громаді Утрехтсе-Гевелрюг в провінції Утрехт, що в центральній частині Нідерландів.

## Клімат
| Кліматограма Дорну | Кліматограма Дорну | Кліматограма Дорну | Кліматограма Дорну | Кліматограма Дорну | Кліматограма Дорну | Кліматограма Дорну | Кліматограма Дорну | Кліматограма Дорну | Кліматограма Дорну | Кліматограма Дорну | Кліматограма Дорну |
| --- | ------------------ | ------------------ | ------------------ | ------------------ | ------------------ | ------------------ | ------------------ | ------------------ | ------------------ | ------------------ | ------------------ |
| С | Л                  | Б                  | К                  | Т                  | Ч                  | Л                  | С                  | В                  | Ж                  | Л                  | Г                  |
| 71 6 1 | 60 7 1             | 61 10 3            | 56 14 5            | 67 18 9            | 72 20 12           | 85 22 14           | 84 22 14           | 70 19 12           | 67 15 9            | 68 10 5            | 77 6 2             |
| Середня макс. і мін. температури повітря (°C) Атмосферні опади (мм), за рік : 838 мм. Джерело: «Climate-Data.org» (англ.) |                    |                    |                    |                    |                    |                    |                    |                    |                    |                    |                    |

## Історія

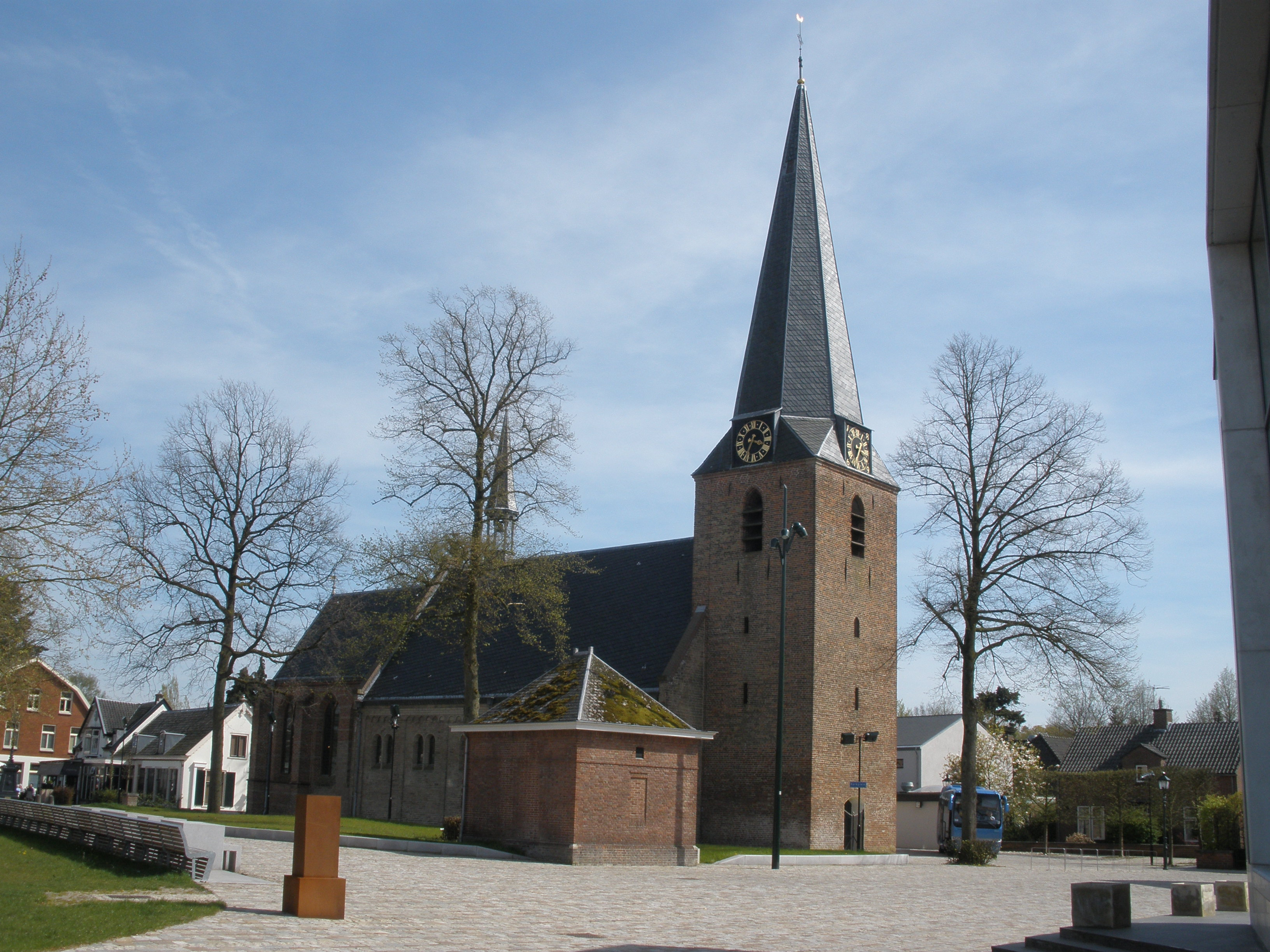
Середньовічна церква св. Мартена

У документі, що датується 885-896 роками, поселення має назву «Торгем», «житло Тора». Імовірно, вікінги з Дорестаду влаштували тут капище бога-громовержця. На північ від Доорна археологи виявили сліди язичницького жертовника.
На початку XIII маєток належав пробсту єпархії Утрехт. Один з пробстів заснував маєток Дорн. З XIII століття відома церква св. Мартена, котру перебудували у XV столітті. З часів Вісьмидесятилітньої війни протестантська. Володіння Мьорсбергенів, згадка про яке вперше є 1435 року, було перебудовано 7 раз починаючи з XVII століття.
У власності маєтку Дорна було стільки землі, що не вистачало місця для розширення і розвитку містечка. Тільки після 1874 року, коли маєток було розділено на частини, з'явилось місце для росту. Після Другої світової війни місто значно збільшилось.
Дорн також є основною базою для Нідерландського корпусу морської піхоти. Біля міста розташований дендрарій Гімборн, що є частиною ботанічних садів Утрехтського університету.

## Населення
Станом на 1 січня 2023 року в Дорні мешкало 10545 осіб.

## Відомі мешканці

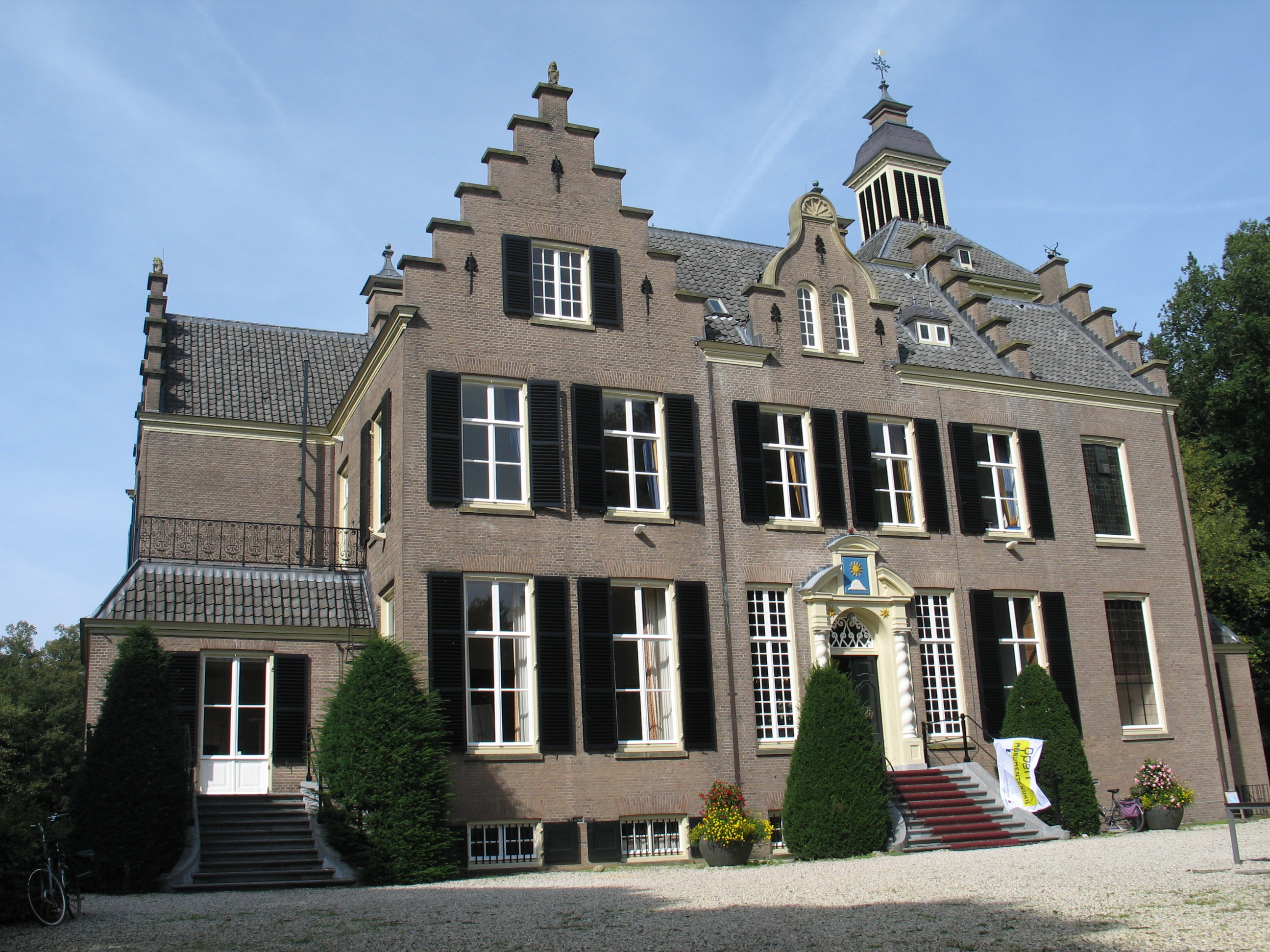
Будинок письменника Мартенса

- Вільгельм II — останній імператор Німеччини, жив у маєтку Дорн після зречення в 1918 році. Помер тут у 1941 році.
- Сімон Вестдейк — Голландський новеліст прожив у Дорні значну частину свого життя (з 1939 до 1971 року), за винятком нетривалих періодів). Околиці Дорну легко упізнати у описах ландшафту у багатьох його новелах.
- Мартен Мартенс —  голландський письменник, що писав англійською, жив у будинку на Сонячному Пагорбі з 1903 року. Нині будинок Мартенса є частиною готельного комплексу Zonheuvel.
- Клаудія Бельдербос — нідерландська веслувальниця, олімпійська медалістка.